# 东哈马尔市镇
东哈马尔市镇（瑞典語：Östhammars kommun）是瑞典中东部乌普萨拉省的一个市镇。其治所位于东哈马尔。